# Comitato parlamentare di controllo sui servizi segreti
Il Comitato parlamentare di controllo sui servizi segreti (COPACO) è stato un organo del Parlamento della Repubblica Italiana che esercita le funzioni di controllo parlamentare sull'operato dei servizi segreti italiani. Dal 2007 le sue funzioni sono svolte dal Comitato parlamentare per la sicurezza della Repubblica.
Era nato nel 1977, con lo scopo di verificare che l'attività dei servizi segreti venisse svolta nel rispetto delle finalità stabilite dalla legge. Claudio Scajola è stato l'ultimo a presiedere il Comitato.

## Presidenti
| Presidente | Presidente      | Presidente     | Presidente                      | Partito                            | Mandato           | Mandato         | Leg. |
| Presidente | Presidente      | Presidente     | Presidente                      | Partito                            | Inizio            | Fine            | Leg. |
| ---------- | --------------- | -------------- | ------------------------------- | ---------------------------------- | ----------------- | --------------- | ---- |
| 1          |                 |                | Erminio Pennacchini (1920–1998) | Democrazia Cristiana               | 13 dicembre 1977  | 19 giugno 1979  | VII  |
| 1          | 25 ottobre 1979 | 11 luglio 1983 | Erminio Pennacchini (1920–1998) | Democrazia Cristiana               | VIII              |                 |      |
| 2          |                 |                | Libero Gualtieri (1923–1999)    | Partito Repubblicano Italiano      | 9 novembre 1983   | 1º luglio 1987  | IX   |
| 3          |                 |                | Mariotto Segni (1939)           | Democrazia Cristiana               | 22 ottobre 1987   | 11 gennaio 1991 | X    |
| 4          |                 |                | Tarcisio Gitti (1936–2018)      | Democrazia Cristiana               | 29 gennaio 1991   | 22 aprile 1992  | X    |
| 5          |                 |                | Gerardo Chiaromonte (1924–1993) | Partito Democratico della Sinistra | 7 ottobre 1992    | 7 aprile 1993†  | XI   |
| 6          |                 |                | Ugo Pecchioli (1925–1996)       | Partito Democratico della Sinistra | 8 giugno 1993     | 14 aprile 1994  | XI   |
| 7          |                 |                | Massimo Brutti (1943)           | Progressisti-Federativo            | 15 settembre 1994 | 8 maggio 1996   | XII  |
| 8          |                 |                | Franco Frattini (1957–2022)     | Forza Italia                       | 17 settembre 1996 | 29 maggio 2001  | XIII |
| 9          |                 |                | Enzo Bianco (1951)              | Margherita-L'Ulivo                 | 3 agosto 2001     | 27 aprile 2006  | XIV  |
| 10         |                 |                | Claudio Scajola (1948)          | Forza Italia                       | 11 luglio 2006    | 12 ottobre 2007 | XV   |